# NGC 7255
NGC 7255 is een spiraalvormig sterrenstelsel in het sterrenbeeld Waterman. Het hemelobject werd in 1886 ontdekt door de Amerikaanse astronoom Francis Preserved Leavenworth.

## Synoniemen
- MCG -3-57-6
- IRAS 22204-1547
- PGC 68721